# София Люксембургская
Принцесса София Люксембургская (полное имя: София Каролина Мария Вильгельмина, фр. Sophie Caroline Marie Wilhelmine de Nassau-Weilburg, Princesse de Luxembourg; 14 февраля 1902, Кольмар-Берг, Люксембург — 24 мая 1941, Мюнхен) — люксембургская принцесса, младшая дочь Великого герцога Люксембургского Вильгельма IV и Марии Анны Португальской, в браке принцесса Саксонская.

## Биография
Родилась в семье Великого герцога Люксембурга Вильгельма IV и его супруги португальской инфанты Марии Анны, став шестой, самой младшей дочерью в семье. В детстве была близка со своей сестрой Елизаветой, которая была старше её на год.
Когда Софии исполнилось 19 лет, ей сделал предложение младший сын саксонского короля Фридриха Августа III принц Эрнст Генрих. 12 апреля 1921 года в замке Хогберг (Люксембург), состоялась свадьба принцессы. В браке было три сына:
- Альбрехт Фридрих Август Иоганн Грегор Дедо Саксонский (9 мая 1922, Мюнхен — 6 декабря 2009, Редевау), женат не был, детей не имел;
- Георг Николаус Тимо Майкл Мария Саксонский (22 декабря 1923, Мюнхен — 22 апреля 1982, Эмден), был женат трижды:  на Маргрит Лукас, дочери Карла Лукаса и Хильдегард Штубе, на Шарлотте Швиндак, дочери Петера Готфрида Швиндак и Эльзы Катерины Брод, на Эрине Эйлтс, дочери Генриха Роберта Эйлтса и Эмили Галликовски. Два последних брака были бездетные.
  - Герман Саксонский (род. 25 мая 1950 г.) - внебрачный сын от Эрики Монтанус
  - Рюдигер Саксонский (род. 23 декабря 1953 г.) - от первого брака с Маргрит Лукас
  - Ирис Хильдегард Софи Маргит Гизела Принцесса Саксонии (род. 21 сентября 1955 г.) - от первого брака с Маргрит Лукас.
- Рупрехт Губертус Геро Мария Саксонский (12 сентября 1925, Мюнхен — 10 апреля 2003, Пиктон, Онтарио, Канада), женат не был, детей не имел.

Эрнст очень любил Софию. Их семейная жизнь протекала в дружной и теплой семейной обстановке. Они были частыми гостями старшей сестры Софии — герцогини Люксембурга Шарлотты. Там, как правило, собиралась вся большая семья.
В мае 1941 года София заболела гриппом, болезнь дала осложнение на легкие.
Принцесса София умерла 24 мая 1941 года в возрасте 39 лет в Мюнхене от пневмонии.
В 1947 году Эрнст Генрих заключил второй брак с Вирджинией Дюлон (1910—2002).

## Титулы
- 14 февраля 1902 — 12 апреля 1921: Её Светлость Принцесса Люксембургская и Нассауская
- 12 апреля 1921 — 24 мая 1941: Её Королевское Высочество Принцесса Саксонская, Принцесса Люксембургская и Нассауская